# Aristida caerulescens
Espèce
Classification phylogénétique
Aristida caerulescens est une espèce d'aristide de la famille des poacées.